# Teckel à poil ras
Le teckel à poil ras est une race de chien originaire d'Allemagne.
Le teckel est réputé pour son mauvais caractère, mais les trois races de teckel n'ont pas le même. Ainsi, le teckel à poil ras est très affectueux, aboie régulièrement et c'est un compagnon idéal pour tous les enfants. 

## Description
Ce petit chien d'Allemagne est très affectueux, il a un caractère bien trempé (têtu), mais reste obéissant. Il existe aussi des teckels nains. Ils mesurent en moyenne 35 cm et pèsent 9 kg. Les teckels à poil ras ont plusieurs robes comme:
- noir et feu
- bringé
- rouge